# Anmatyerre

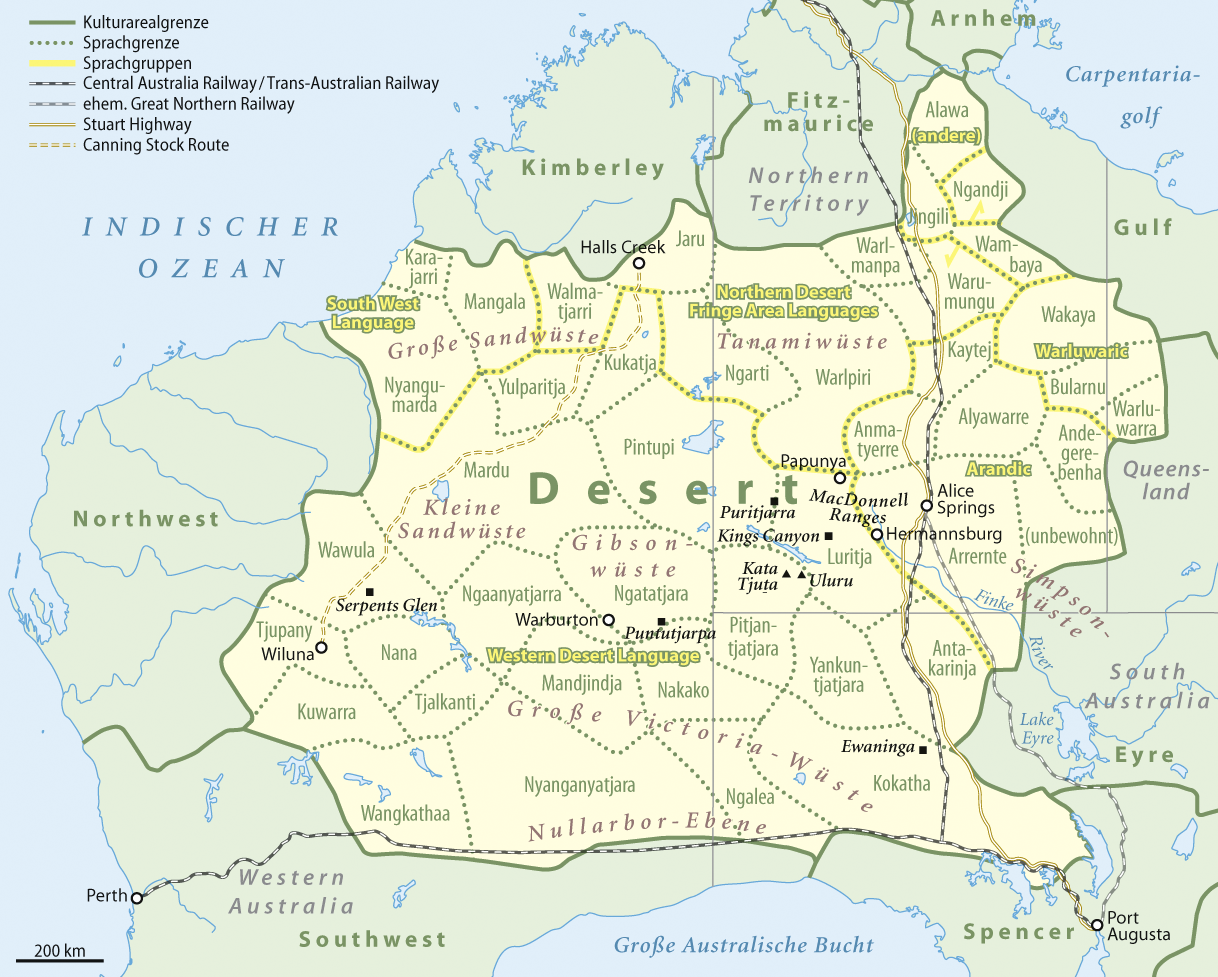
Kulturareal Desert

Anmatyerre ist der Name einer Volks- und Sprachgruppe der Aborigines im Northern Territory. 

## Anmatyerre-Land
Das traditionelle Gebiet der Anmatyerre befindet sich in Zentralaustralien 100 Kilometer nördlich von Alice Springs. Sie leben in der Gegend von Mount Leichhardt, Hann und Reynold Ranges und nordöstlich des Mount Stuart. 
Gruppen der Anmatyerre wohnen bei Nturiya (Old Ti Tree Station), Pmara Jutunta (6 Mile), Willowra, Laramba (Napperby Station), Alyuen und Ti Tree. Das traditionelle Gebiet wird auf 11.200 Quadratkilometer geschätzt. In dieser großen Region leben Gruppen der Warlpiri, Arrernte und Alyawarre mit ihren eigenen Sprachen.

## Anmatyerrekunst
Bekannt ist die Künstlerin Emily Kngwarreye, die für eines ihrer Bilder eine Verkaufspreis von mehr als 1 Million australischen Dollar erzielte. Sie lebt in einer Künstlersiedlung in dem Stammesgebiet genannt Utopia, die 250 Kilometer nordöstlich von Alice Springs befindet. Diese Siedlung wurde im Jahre 1927 im Alyawarrland gegründet wurden, einem Teil des Anmatyerrelandes. Dieser Ort brachte weitere bedeutsame Künstler hervor, wie Billy Stockman Tjapaltjarri und Clifford Possum Tjapaltjarri, der eines seiner Bilder für 2,4 Millionen australische Dollar verkaufte. In Sydney befindet sich ein Ausstellungszentrum der Anmatyerre-Künstler.

## Alternativnamen
Alternativnamen sind Anmatyerr, Nmatjera, Unmatjera, Inmatjera, Anmatjara, Urmitchee, Janmadjara, Janmatjiri, Yanmedjara, Yandmadjari, Anmatjera.